# شهرستان ییچین
شهرستان ییچین (به لاتین: Jičín District) یک ناحیه در جمهوری چک است که در منطقه هرادتس کرالووه واقع شده‌است. شهرستان ییچین ۸۸۶٫۶۳ کیلومتر مربع مساحت و ۷۷٬۳۰۶ نفر جمعیت دارد.